# Paulo Muwanga
Paulo Muwanga (1924 – 1. april 1991) var en ugandisk politiker. Han var formand for militærkommissionen i Uganda fra 12. til 22. maj 1980.
1. ↑  Navnet er anført på svensk og stammer fra Wikidata hvor navnet endnu ikke findes på dansk.